# Kuskus (film)
Kuskus (v originále La Graine et le Mulet) je francouzsko-tuniský hraný film z roku 2007, který režíroval Abdellatif Kechiche podle vlastního scénáře. Snímek měl světovou premiéru na Mezinárodním filmovém festivalu v Benátkách dne 3. září 2007.

## Děj
V jihofrancouzském Sète žije 61letý Slimane Beiji. Právě je propuštěn z práce v loděnici v přístavu. Je rozvedený a žije s majitelkou hotelu a její dcerou Rym, ale zůstává nablízku svým dětem a své bývalé manželce. S odstupným si plánuje otevřít restauraci na staré lodi. Tento projekt bude vyžadovat pomoc jeho staré i nové rodiny a také jeho přátel.

## Obsazení
| Habib Boufares       | Slimane Beiji                      |
| Hafsia Herzi         | Rym                                |
| Faridah Benkhetache  | Karima                             |
| Sabrina Ouazani      | Olfa                               |
| Olivier Loustau      | José                               |
| Alice Houri          | Julia, Majidova žena               |
| Bouraouïa Marzouk    | Souad, Slimanova bývalá žena       |
| Hatika Karaoui       | Latifa, matka Rym                  |
| Sami Zitouni         | Majid, Slimanův syn                |
| Mohamed Benabdeslem  | Riadh, Majidův bratr               |
| Abdelhamid Aktouche  | Hamid                              |
| Leila D'Issernio     | Lilia                              |
| Bruno Lochet         | Mario                              |
| Abdelkader Djeloulli | Kader                              |
| Cyril Favre          | Sergei, Majidův ukrajinský švagr   |
| Nadia Taoul          | Sarah                              |
| Henri Rodriguez      | Henri                              |
| Henri Cohen          | pan Dorner, místostarosta          |
| Jeanne Corporon      | bankéřka                           |
| Violaine de Carné    | Madeleine Dorner, Majidova milenka |

## Ocenění
- Filmový festival v Benátkách: Velká cena poroty; Cena Marcella Mastroianniho (Hafsia Herzi)
- Cena Louise Delluca
- Mélièsova cena
- César: nejlepší film, nejlepší režie (Abdellatif Kechiche), nejlepší původní scénář (Abdellatif Kechiche), nejslibnější herečka (Hafsia Herzi)
- Lumières: nejlepší režie (Abdellatif Kechiche), nejnadějnější herečka (Hafsia Herzi)
- Étoile d'or du cinéma français: nejlepší film, nejlepší režie (Abdellatif Kechiche), nejnadějnější herečka (Hafsia Herzi), nejlepší scénář (Abdellatif Kechiche)